# 千石正一
千石 正一（せんごく しょういち、1949年4月23日 - 2012年2月7日）は、日本の動物学者。主に爬虫類と両生類を扱っていた。東京都世田谷区出身。

## 来歴
千葉県立船橋高等学校卒業、東京農工大学農学部蚕糸生物学科卒業。財団法人自然環境研究センターの研究主幹をつとめていた。東京環境工科専門学校の講師、帝京科学大学、星槎大学客員教授をつとめたほか、TBSテレビの『わくわく動物ランド』や『どうぶつ奇想天外!』に出演した。
2000年、「みどりの日」自然環境功労者環境庁長官表彰（自然ふれあい部門）を受賞。
2012年2月7日、十二指腸がんのため死去。62歳没。

## 著書
- 『原色 両生・爬虫類』（家の光協会）1979
- かわいいペット 小動物の飼い方（集英社）
- トノサマガエル（集英社）
- カエルの一生（ポプラ社）
- 『爬虫両生類飼育図鑑 カメ・トカゲ・イモリ・カエルの飼い方』（マリン企画）1991
- 『爬虫類・両生類の意外な素顔 風変わりな地球の仲間たち』松橋利光写真（ごま書房）1996
- 『最後のゾウガメを探しに 世界珍奇動物紀』（丸善ブックス）1996、のち広済堂文庫
- 『マルチメディア爬虫類両生類図鑑』監修・著（アスキー）1998
- 『こっちみんなよ!』写真・文（集英社）2000
- 『千石先生の動物ウォッチング カラー版 ガラパゴスとマダガスカル』（岩波ジュニア新書）2003
- 『いのちはみんなつながっている 西表生態学（イリオモテコロジー）』朝日文庫 2004
- 『世界のネコの世界 にゃおよろずのくにぐに』海竜社 2005
- 『つながりあういのち 生き物博士千石センセイ最後のメッセージ』ディスカヴァー・トゥエンティワン 2012

### 共編著
- 『日本動物大百科 第5巻 両生類・爬虫類・軟骨魚類』共編、平凡社 1996

### 翻訳
- ロバート＆ヴァレリー・デイヴィス『爬虫両生類飼育入門 Q&Aマニュアル』監訳、緑書房 1998
- クリス・マティソン『ヘビ大図鑑 驚くべきヘビの世界』監訳、緑書房 2000

## 論文
- CiNii>千石正一